# Áta
Áta (německy Atta, chorvatsky Ata) je malá vesnice v Maďarsku v župě Baranya, spadající pod okres Pécs. Nachází se asi 11 km jihovýchodně od Pécse. V roce 2015 zde žilo 167 obyvatel, z nichž jsou (dle údajů z roku 2011) 87,6 % Maďaři, 4,7 % Chorvati, 2,1 % Němci, 2,1 % Romové a 0,5 % Srbové.
Jedinou sousední vesnicí je Szőkéd.